# Tomáš Tatar
Tomáš Tatar (* 1. Dezember 1990 in Ilava, Tschechoslowakei) ist ein slowakischer Eishockeyspieler, der seit Mai 2025 beim EV Zug in der Schweizer National League unter Vertrag steht. Zuvor verbrachte der linke Flügelstürmer etwa 15 Jahre in der National Hockey League (NHL) und bestritt dort über 900 Partien für sechs Teams.

## Karriere
Tomáš Tatar begann seine Karriere in den Nachwuchsmannschaften von MHK Dubnica und spielte schon als 14-Jähriger bei den U18-Junioren. Dort stellte er bereits seine Qualitäten als Torjäger und Vorbereiter unter Beweis, sodass er zwei Jahre später seine ersten Einsätze in der slowakischen U20-Liga hatte. 2007 wechselte er zu HC Dukla Trenčín, wo er bei den U20-Junioren 41 Treffer in 42 Spielen erzielte. Durch die Leistungen empfahl er sich für seinen ersten Profivertrag, den er im Sommer 2008 bei HKm Zvolen aus der slowakischen Extraliga erhielt. In 48 Ligaspielen kam er auf 15 Scorerpunkte, doch international machte er bei der U20-Weltmeisterschaft im Dezember 2008 auf sich aufmerksam. Obwohl er der drittjüngste Spieler im Kader der slowakischen Auswahl war, avancierte er zum besten Spieler seines Teams, das am Ende den vierten Platz belegt. Mit sieben Treffern und vier Vorlagen beendete er das Turnier als fünftbester Scorer und drittbester Torjäger.
Ein halbes Jahr später wurde er im NHL Entry Draft 2009 von den Detroit Red Wings in der zweiten Runde an Position 60 ausgewählt und kurz darauf sicherten sich die Kitchener Rangers im CHL Import Draft die Rechte an Tatar für den kanadischen Juniorenbereich, die sie aber wenig später an die Plymouth Whalers abgaben. Im Herbst nahm Tatar am Trainingslager der Nachwuchsspieler und auch der Profis der Red Wings teil und empfahl sich direkt für einen Dreijahresvertrag. Das Management von Detroit plante zwar zunächst ihn in der Saison 2009/10 in der kanadischen Juniorenliga OHL bei den Plymouth Whalers einzusetzen, doch Tatar sollte zuerst eine Chance bei den Grand Rapids Griffins, dem Farmteam der Red Wings, in der AHL erhalten. Er war somit der erste Spieler der Red Wings, der es bereits in seinem Draftjahr zu den Griffins schaffte.

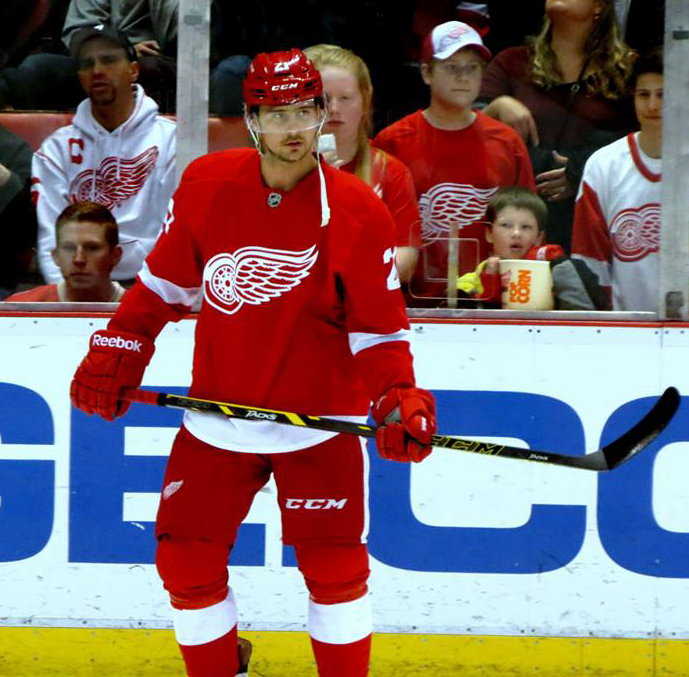
Tatar im Trikot der Detroit Red Wings (2014)

Wegen Visumproblemen verpasste Tatar zwar die ersten vier Spiele der AHL-Saison, doch danach bewies er schnell, dass er keine Probleme hatte sich im nordamerikanischen Profibereich zurechtzufinden. Am 18. Oktober 2009 debütierte er als jüngster AHL-Spieler der Saison und steuerte gleich seinen Assist bei. Bereits einen Monat später gehörte er zu den besten Spielern des Teams, als er innerhalb von fünf Spielen vier Treffer erzielte und fünf weitere vorbereitete und zwei Mal in Folge von seinem Team als AHL-Spieler der Woche nominiert wurde. Im Dezember setzte er seine guten Leistungen fort und hatte 17 Punkte aus 22 Spielen, ehe er Mitte des Monats die Griffins verließ um das Trainingslager der slowakischen U20-Nationalmannschaft zu besuchen als Vorbereitung für die kurz nach Weihnachten beginnende Junioren-Weltmeisterschaft.
Auch die Saison 2010/11 begann er mit starken Leistungen und hatte nach 35 Spielen für die Grand Rapids Griffins insgesamt 29 Punkte erzielt, sodass Tatar am 31. Dezember 2010 in den NHL-Kader der Detroit Red Wings berufen wurde. Noch am gleichen Tag gab er sein Debüt in der NHL und erzielte im Heimspiel gegen die New York Islanders ein Tor, doch Detroit verlor das Spiel in der Overtime.
Im September 2016 vertrat er das Team Europa beim World Cup of Hockey 2016 und belegte dort mit der Mannschaft den zweiten Platz. Im Juli 2017 unterzeichnete der Slowake einen neuen Vierjahresvertrag in Detroit, der ihm ein durchschnittliches Jahresgehalt von 5,3 Millionen US-Dollar einbringen soll. Allerdings wurde er bereits zur Trade Deadline im Februar 2018 an die Vegas Golden Knights abgegeben, die im Gegenzug ein Erstrunden-Wahlrecht im NHL Entry Draft 2018, ein Zweitrunden-Wahlrecht im NHL Entry Draft 2019 sowie ein Drittrunden-Wahlrecht im NHL Entry Draft 2021 nach Detroit schickten. Mit dem Team erreichte er in den Playoffs 2018 überraschend das Finale um den Stanley Cup, unterlag dort allerdings den Washington Capitals.
In der anschließenden Off-Season wurde Tatar im September 2018 samt Nick Suzuki und einem Zweitrunden-Wahlrecht für den NHL Entry Draft 2019 an die Canadiens de Montréal abgegeben. Im Gegenzug wechselte Max Pacioretty nach Las Vegas. Mit den Canadiens erreichte er in den Playoffs 2021 erneut das Endspiel um den Stanley Cup, verlor dieses jedoch abermals mit 1:4 gegen die Tampa Bay Lightning. Anschließend wechselte er im August 2021, nach drei Jahren in Montréal, als Free Agent zu den New Jersey Devils, wo er einen Zweijahresvertrag unterzeichnete. Dieser soll ihm ein durchschnittliches Jahresgehalt von 4,5 Millionen US-Dollar einbringen. Nach Erfüllung dessen wechselte er im September 2023, abermals als Free Agent, zur Colorado Avalanche. Diese transferierten ihn im Dezember desselben Jahres nach 27 Einsätzen im Tausch für ein Fünftrunden-Wahlrecht im NHL Entry Draft 2024 an die Seattle Kraken ab. Von dort wiederum kehrte er im Juli 2024 als Free Agent zu den New Jersey Devils zurück.
Nach der Saison 2024/25 und über 15 Jahren in Nordamerika kehrte Tatar nach Europa zurück, indem er sich dem EV Zug aus der Schweizer National League anschloss. Dort unterzeichnete er einen Zweijahresvertrag. In der NHL hatte er insgesamt 927 Partien absolviert und dabei 496 Scorerpunkte verzeichnet.

## Erfolge und Auszeichnungen

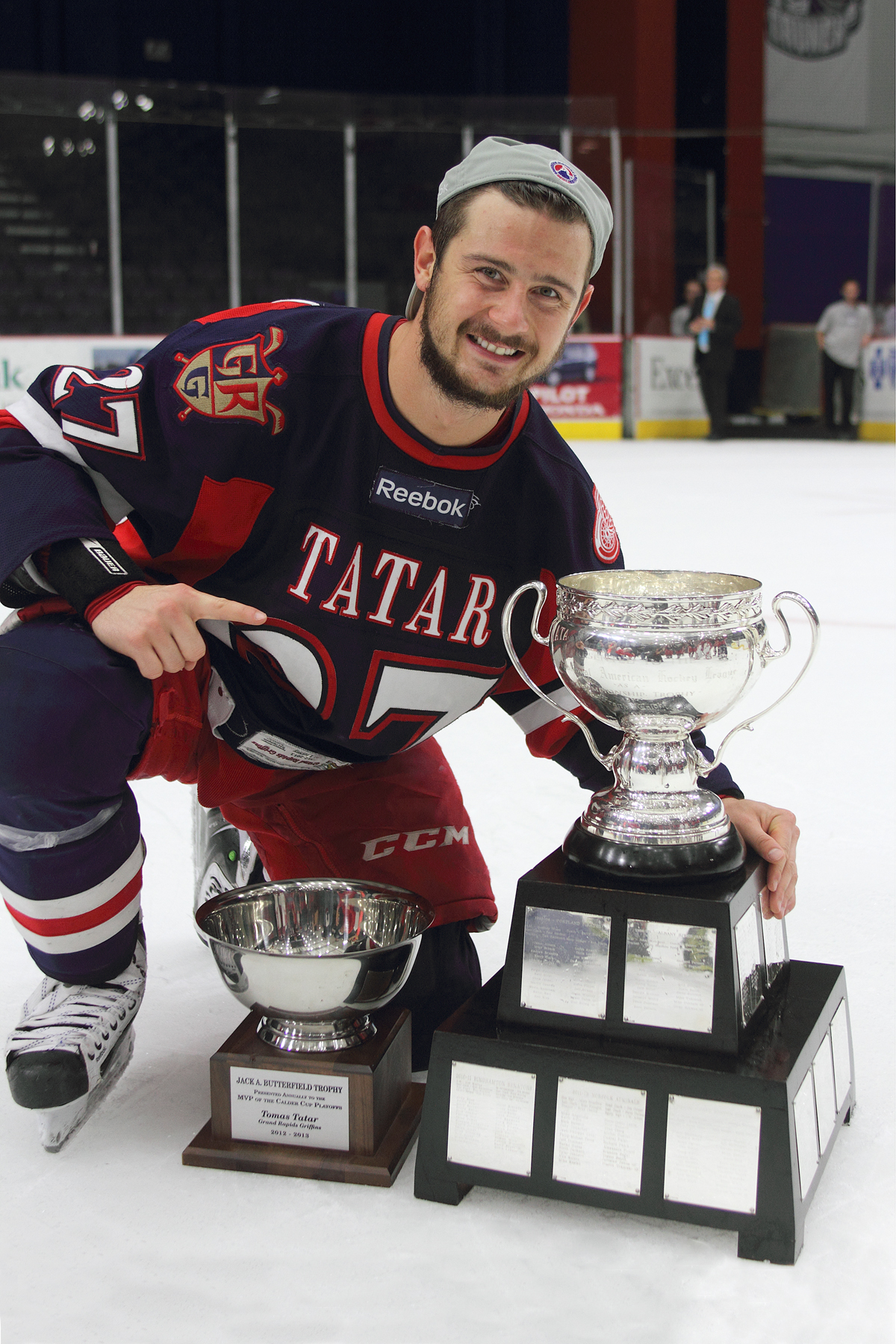
Tomáš Tatar mit dem Calder Cup (2013)

- 2013 Calder-Cup-Gewinn mit den Grand Rapids Griffins
- 2013 Jack A. Butterfield Trophy

### International
- 2012 Silbermedaille bei der Weltmeisterschaft
- 2016 Zweiter Platz beim World Cup of Hockey

## Karrierestatistik
Stand: Ende der Saison 2024/25

### International
| Vertrat die Slowakei bei: - U20-Junioren-Weltmeisterschaft 2009 - U20-Junioren-Weltmeisterschaft 2010 - Weltmeisterschaft 2010 - Weltmeisterschaft 2012 - Olympischen Winterspielen 2014 - Weltmeisterschaft 2014 | - Weltmeisterschaft 2015 - Weltmeisterschaft 2019 - Weltmeisterschaft 2022 - Weltmeisterschaft 2024 - Qualifikationsturnier für die Olympischen Winterspiele 2026 | Vertrat Team Europa bei: - World Cup of Hockey 2016 |

(Legende zur Spielerstatistik: Sp oder GP = absolvierte Spiele; T oder G = erzielte Tore; V oder A = erzielte Assists; Pkt oder Pts = erzielte Scorerpunkte; SM oder PIM = erhaltene Strafminuten; +/− = Plus/Minus-Bilanz; PP = erzielte Überzahltore; SH = erzielte Unterzahltore; GW = erzielte Siegtore; 1 Play-downs/Relegation; Kursiv: Statistik nicht vollständig)